# Station Ille-sur-Têt
Station Ille-sur-Têt is een spoorwegstation in de Franse gemeente Ille-sur-Têt. Het wordt bediend door treinen van de TER Occitanie.